# Вольфензон, Георгий Яковлевич
Гео́ргий Я́ковлевич Вольфензо́н (1893, Одесса — 1948, Москва) — советский архитектор, гражданский инженер. Специалист в области проектирования жилых зданий.

## Биография

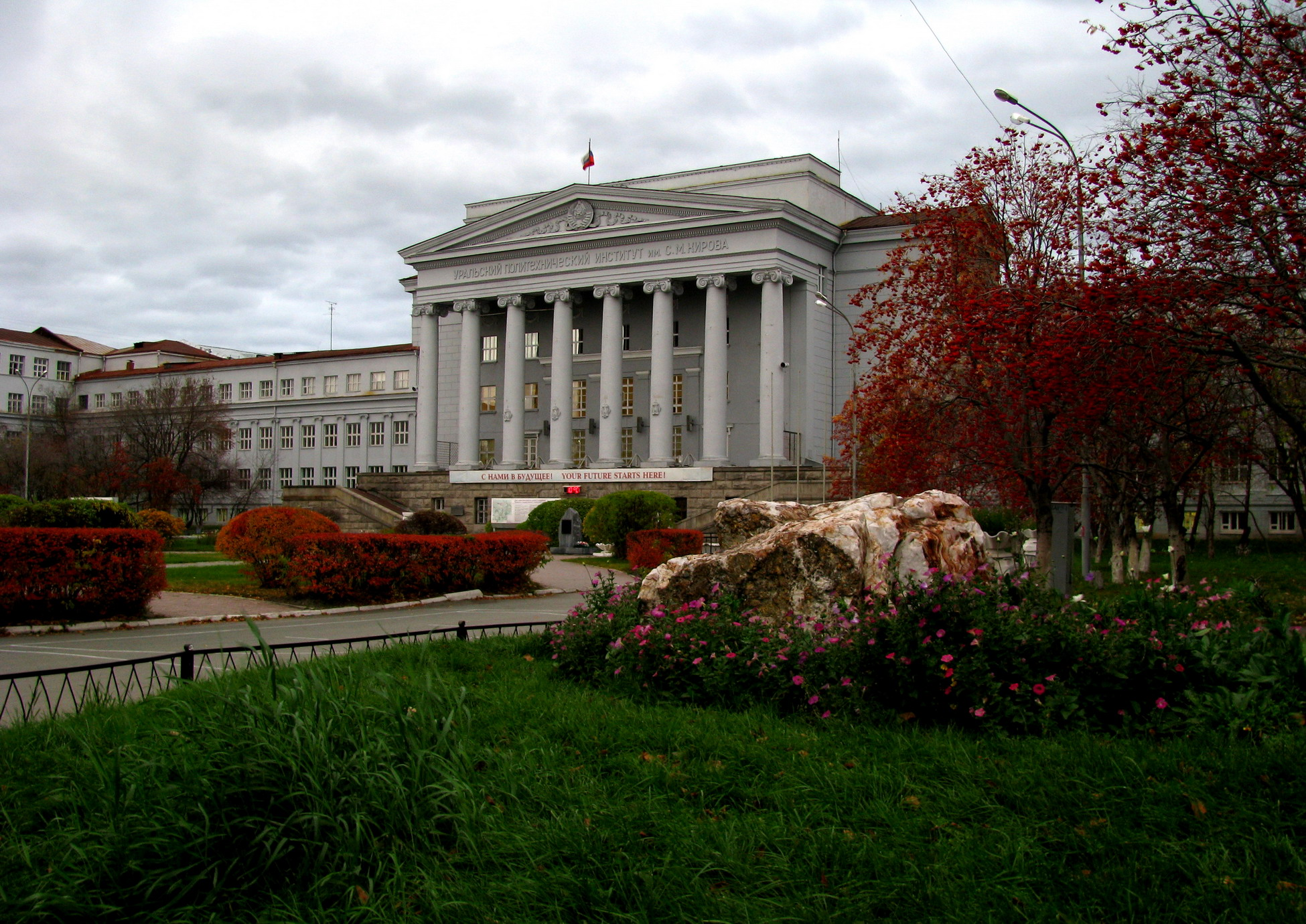
Здание Главного корпуса Уральского политехнического института в Свердловске (ныне в составе Уральского федерального университета, Екатеринбург) замыкает центральную улицу города — проспект Ленина.

Георгий Яковлевич Вольфензон родился в 1893 году в Одессе. Окончил Институт гражданских инженеров в Петрограде (1918). С 1929 года преподавал в МИСИ имени Куйбышева, МАРХИ в Москве.
Конкурсный проект «коммунального дома» (1925, архитекторы С. Я. Айзикович и Г. Я. Вольфензон) для кооперативного товарищества «1-е Замоскворечье» положил начало посёлку Шаболовка. Проект дома-коммуны для 750—800 человек Г. Вольфензона, Е. Волкова и С. Айзиковича (впоследствии осуществлён в натуре на Хавско-Шаболовском проезде в Москве) в 1926 году получил первую премию на конкурсе Моссовета.
Руководитель архитектурно-проектных мастерских рада организаций Моссовета. Член Союза архитекторов СССР с 1932 года. Член правления Московской организации Союза архитекторов.
Жил в Москве по адресу: Мерзляковский переулок, 5 (1930-е). Умер 27 апреля 1948 года. Похоронен на Донском кладбище.

## Избранные проекты и постройки
- Посёлок термолитовых домов в Москве (1924)
- Дом-коммуна кооперативного товарищества «1-е Замоскворечье», Москва (совместно с Айзиковичем С. Я., 1925—1927)[8]
- Жилые посёлки в Дулеве, Вербилках, Тайнинке под Москвой (1924—1926)
- Проект Центрального телеграфа в Москве (1925, с С. Я. Айзиковичем, Е. Е. Волковым)
- Дом-коммуна в Хавско-Шаболовском проезде в Москве (1927—1929, с С. Айзиковичем, Е. Волковым)
- Жилые дома, Камер-Коллежский вал (1927—1929)[9]
- Жилой городок Трёхгорной мануфактуры; в соавторстве с архитектором Г. Л. Лавровым и инженером В. А. Муравьёвым (1928).
- Театр при Доме учёных в Москве (1929, с изменениями)
- Проект планировки Кузнецка (1930)
- Здание Политехнического института на Площади Кирова в Екатеринбурге (с А. П. Уткиным и К. Т. Бабыкиным, 1929—1939)[10]
- Жилой комплекс «Первомайские корпуса», Самара, 1927—1935 гг.

## Награды
- Орден Красной Звезды (1947) — За успешную работу по осуществлению генерального плана реконструкции города Москвы[11]